# Diretiva Aves
A Diretiva Aves, formalmente designada por «Diretiva 2009/147/CE do Parlamento Europeu e do Conselho de 30 de Novembro de 2009 relativa à conservação das aves selvagens», é uma diretiva da União Europeia adoptada no ano de 2009 que veio substituir a Diretiva 79/409/CEE do Conselho, de 2 de Abril de 1979, anteriormente modificada em várias ocasiões e de forma substancial. É uma das duas diretivas da União Europeia que visam a harmonização dos dispositivos de protecção da vida silvestre e de conservação da natureza (a outra é a Diretiva Habitats).
A diretiva surge na esteira da Convenção para a Proteção das Aves Úteis à Agricultura, assinada em Paris aos 19 de março de 1902, o primeiro acordo internacional de protecção da vida animal.